# Film à trucs
Pour les articles homonymes, voir truc.
Un film à trucs est un film dans lequel les effets spéciaux (trucages) employés à la prise de vue ou en postproduction, permettant de modifier l'aspect de tous les photogrammes d'un plan, tiennent une place importante dans le déroulement du scénario, notamment dans la période du cinéma muet
Les films à trucs constituent une « marque de fabrique » du cinéma fantastique et du cinéma de fantasy. Des réalisateurs comme Georges Méliès ou Segundo de Chomón sont des pionniers de ce type de films.

## Historique
Le premier film de l'histoire du cinéma français utilisant un trucage est Escamotage d'une dame au théâtre Robert-Houdin de Georges Méliès, sorti en 1896. Il s'agit d'une transposition de l'illusion la plus réputée de Buatier de Kolta, appelée The Vanishing Lady (La Femme enlevée), exploit de scène le plus imité dans les années 1880. Il a été tourné dans les locaux même du théâtre Robert-Houdin, propriété de Méliès.
Ce premier trucage est l'« arrêt de caméra », qu'avaient utilisé, avant Méliès, deux collaborateurs de Thomas Edison, William Heise et Alfred Clark, pour une scène de décapitation dans leur film L'Exécution de Marie, reine des Écossais (The Execution of Mary, Queen of Scots), tourné le 28 août 1895.

## Quelques films à trucs
- 1896 : Escamotage d'une dame au théâtre Robert-Houdin de Georges Méliès
- 1898 : Scène d'escamotage d'Alice Guy
- 1898 : Illusions fantasmagoriques (ou La Boîte mystérieuse) de Georges Méliès
- 1900 : Le Déshabillage impossible de Georges Méliès
- 1900 : Le Repas fantastique de Georges Méliès
- 1900 : The Enchanted Drawing de James Stuart Blackton
- 1901 : L'Homme aux cent trucs de Georges Méliès
- 1901 : L'Homme à la tête en caoutchouc de Georges Méliès
- 1902 : Mystification amusante de Gaston Velle
- 1903 : Comment monsieur prend son bain d'Alice Guy
- 1900 : Le Repas fantastique de Gaston Velle
- 1904 : Métamorphoses du papillon de Gaston Velle
- 1904 : La Valise de Barnum de Gaston Velle
- 1904 : Le Paravent mystérieux de Gaston Velle
- 1904 : Le Roi du maquillage de Georges Méliès
- 1904 : Dévaliseurs nocturnes de Gaston Velle
- 1905 : La Charité du prestidigitateur d'Alice Guy
- 1905 : La Fée aux fleurs de Gaston Velle
- 1905 : Le Palais des mille et une nuits de Georges Méliès
- 1905 : L'Album merveilleux de Gaston Velle
- 1906 : Les Cent Trucs de Segundo de Chomón
- 1907 : En avant la musique de Segundo de Chomón
- 1907 : L'Étang enchanté d'Albert Capellani
- 1907 : Les Verres enchantés de Segundo de Chomón
- 1907 : Les Chrysanthèmes de Segundo de Chomón
- 1907 : Le Pied de mouton d'Albert Capellani
- 1907 : Le Spectre rouge de Segundo de Chomón et Ferdinand Zecca
- 1907 : Les Œufs de Pâques de Segundo de Chomón
- 1907 : Les Glaces merveilleuses de Segundo de Chomón
- 1907 : La Fée des roches noires de Segundo de Chomón
- 1907 : Le Charmeur de Segundo de Chomón
- 1908 : Le Foulard merveilleux de Georges Monca et Albert Capellani
- 1908 : Magie moderne de Segundo de Chomón
- 1908 : La Grenouille de Segundo de Chomón
- 1908 : Cauchemar et Doux Rêve de Segundo de Chomón
- 1908 : Création de la serpentine de Segundo de Chomón
- 1908 : Les Papillons japonais de Segundo de Chomón